# Pareulepis challengeriae
Pareulepis challengeriae är en ringmaskart som först beskrevs av McIntosh 1885.  Pareulepis challengeriae ingår i släktet Pareulepis och familjen Eulepethidae. Inga underarter finns listade i Catalogue of Life.